# هاشم‌آباد (چاهک)
هاشم‌آباد روستایی در دهستان چاهک بخش مرکزی شهرستان خاتم استان یزد ایران است.

## جمعیت
بر پایه سرشماری عمومی نفوس و مسکن در سال ۱۳۹۵ جمعیت این روستا ۷۴۰ نفر (۲۰۹خانوار) بوده‌است.